# Tschechoslowakische Badmintonmeisterschaft 1969
Die Tschechoslowakische Badmintonmeisterschaft 1969 fand in Pilsen statt. Es war die neunte Austragung der nationalen Titelkämpfe im Badminton in der ČSSR.

## Titelträger
| Disziplin    | Sieger                      |
| ------------ | --------------------------- |
| Herreneinzel | Petr Lacina                 |
| Dameneinzel  | Věra Peřinová               |
| Herrendoppel | Ivan Bareš Alois Patěk      |
| Damendoppel  | Irena Pátková Věra Peřinová |
| Mixed        | Alois Patěk Věra Peřinová   |